# Niyireth Alarcón
Luz Niyireth Alarcón Rojas (Tarqui, Huila) es una cantante de música andina colombiana. Reconocida como una de las más importantes intérpretes de la música andina en el país.
Ha participado en numerosos festivales y escenarios nacionales e internacionales, asimismo es ganadora de múltiples premios, entre ellos el Festival del Mono Núñez obtenido en 1993.
Algunos de los países que ha visitado son: México, Suiza, Francia, Italia, Alemania, Ecuador, Chile, España, Luxemburgo y Marruecos, convirtiéndola en una de las principales representantes de la música tradicional colombiana en el mundo. Actualmente cuenta con 9 producciones discográficas y 20 años en el campo musical.
Desde 2020 es la cantora colombiana en el proyecto Las voces de Latinoamérica, al lado de figuras de la música latinoamericana como Susana Baca, Lila Downs, Soledad Pastorutti, Vivir Quintana, Teresa Parodi, Liliana Herrero, Margarita Laso y Pascuala Ilabaca .

## Discografía

### Álbumes de estudio
- Por ti Colombia (1996)
- De norte a sur (2000)
- Entre mi patria y yo (2003)
- Azul, azul (2006)
- Navidad en América (2007)
- Music from Colombia (2009)
- Cantos del camino (2010)
- Los viajes y los encuentros (2013)

### En vivo
- Mujer (1997)

### Colaboraciones
- La suite colombiana (2005)
- Canciones de Navidad para los niños y niñas de Colombia (2008)
- No a la mina (2012)
- Territorio sonoro (2012)
- Repercusión (2012)

## Grupo
- Niyireth Alarcón - Voz
- Juan Carlos Montes - Tiple
- Alejandro Carvajal - Guitarra
- Germán Orozco - Bajo